# Tebaldo Bigliardi
Tebaldo Bigliardi (Catanzaro, Italia, 5 de febrero de 1963) es un exfutbolista italiano. Jugó de defensa.

## Trayectoria
Formado en las categorías inferiores del Palermo, debutó en el primer equipo en 1981. Permaneció con los rosaneri sicilianos hasta 1986, año en el que fue contratado por el Napoli. Jugó cuatro temporadas a la sombra del Vesubio, logrando 2 Ligas italianas (1986/87 y 1989/90), una Copa de Italia (1986/87) y una Copa de la UEFA (1988/89).
En 1990 fichó con el Atalanta, que en 1993 lo cedió a préstamo a su primer equipo, el Palermo. Concluyó su carrera en 1996, en las filas del Leffe.

## Clubes
| Club        | País   | Año         |
| ----------- | ------ | ----------- |
| US Palermo  | Italia | 1981 - 1986 |
| SSC Napoli  | Italia | 1986 - 1990 |
| Atalanta BC | Italia | 1990 - 1993 |
| US Palermo  | Italia | 1993 - 1994 |
| Atalanta BC | Italia | 1994 - 1995 |
| SC Leffe    | Italia | 1995 - 1996 |

## Palmarés

### Campeonatos nacionales
| Título         | Club       | País   | Año         |
| -------------- | ---------- | ------ | ----------- |
| Serie A        | SSC Napoli | Italia | 1986 - 1987 |
| Copa de Italia | SSC Napoli | Italia | 1986 - 1987 |
| Serie A        | SSC Napoli | Italia | 1989 - 1990 |

### Copas internacionales
| Título          | Club       | País   | Año         |
| --------------- | ---------- | ------ | ----------- |
| Copa de la UEFA | SSC Napoli | Italia | 1988 - 1989 |